# Читареале
Читареа̀ле (на италиански: Cittareale) е село и община в Централна Италия, провинция Риети, регион Лацио. Разположено е на 962 m надморска височина. Населението на общината е 484 души (към 2012 г.).